# Rhopalomyia floccosa
Rhopalomyia floccosa är en tvåvingeart som först beskrevs av Ephraim Porter Felt 1916.  Rhopalomyia floccosa ingår i släktet Rhopalomyia och familjen gallmyggor.
Artens utbredningsområde är Kalifornien. Inga underarter finns listade i Catalogue of Life.